# ミラノ音楽院の人物一覧
ミラノ音楽院の人物一覧は、ミラノ音楽院に関係する人物の一覧記事。

## 著名な教職員

### 器楽奏者
- ウーゴ・オルランディ
- リッカルド・カスタニョーネ
- ピエトロ・スカルピーニ
- アントニオ・バッジーニ

### 作曲家
- ジョルジョ・フェデリコ・ゲディーニ
- エットーレ・デズデーリ
- フランコ・ドナトーニ
- イルデブランド・ピツェッティ
- アミルカレ・ポンキエッリ

### 音楽学者
- マッシモ・ミラ

### その他
- アントニーノ・ヴォットー
- ジュゼッペ・ジャコーザ
- フランコ・ファッチョ

## 卒業生、出身者

### 器楽演奏家
- ジョヴァンニ・アレヴィ
- リッカルド・カスタニョーネ
- ブルーノ・カニーノ
- ピーナ・カルミレッリ
- オトマール・ヌッシオ
- アルトゥーロ・ベネデッティ・ミケランジェリ
- マルコ・エンリコ・ボッシ
- ジョヴァンニ・ボッテジーニ
- アントニオ・ヤニグロ

### 声楽家
- フロリン・チェザル・オワトゥ
- 管野滋樹
- 熊谷公博
- 坂本朱
- ジュゼッピーナ・ストレッポーニ
- 高波礼子
- 田原祥一郎
- ベー・チェチョル
- 堀内康雄
- 森麻季
- 吉武大地

### 作曲家
- アルフレード・カタラーニ
- アントーニョ・カルロス・ゴメス
- エンニオ・ジェレッリ
- ヴィットリオ・ジャンニーニ
- フランコ・チェザリーニ
- ピエール・アドルフォ・ティリンデッリ
- フランコ・ドナトーニ
- マリオ・ナシンベーネ
- チェーザレ・プーニ
- ジャコモ・プッチーニ
- アッリーゴ・ボーイト
- アミルカレ・ポンキエッリ
- フランシスコ・ミニョーネ
- イタロ・モンテメッツィ
- ニーノ・ロータ
- イヴァン・フェデーレ
- ルカ・フランチェスコーニ
- ステファーノ・ジェルヴァゾーニ
- マルコ・ストロッパ
- ファウスト・ロミテッリ

### ポピュラー音楽・芸能・文化・スポーツ・その他
- 児玉好雄

### その他
- クラウディオ・アバド
- ジャナンドレア・ガヴァッツェーニ
- ダニエレ・ガッティ
- グィード・カンテッリ
- ファウスト・クレヴァ
- ガエタノ・コメリ
- リッカルド・シャイー
- フランチェスコ・スキーラ
- トゥリオ・セラフィン
- エットレ・パニッツァ
- フランコ・ファッチョ
- リッカルド・ムーティ
- ジャンフランコ・リヴォリ